# Liste der Biografien/Steb
Liste der Biografien |
Portal Biografien |
Personensuche
# |
A |
B |
C |
D |
E |
F |
G |
H |
I |
J |
K |
L |
M |
N |
O |
P |
Q |
R |
S |
T |
U |
V |
W |
X |
Y |
Z |
?
 
Sa |
Sb |
Sc |
Sd |
Se |
Sf |
Sg |
Sh |
Si |
Sj |
Sk |
Sl |
Sm |
Sn |
So |
Sp |
Sq |
Sr |
Ss |
St |
Su |
Sv |
Sw |
Sy |
Sz
 
Sta |
Ste |
Sth |
Sti |
Stj |
Stl |
Sto |
Str |
Sts |
Stt |
Stu |
Stv |
Stw |
Sty
 
Stea |
Steb |
Stec |
Sted |
Stee |
Stef |
Steg |
Steh |
Stei |
Stej |
Stek |
Stel |
Stem |
Sten |
Steo |
Step |
Ster |
Stes |
Stet |
Steu |
Stev |
Stew |
Stey |
Stez
Die Liste der Biografien führt alle Personen auf, die in der deutschsprachigen Wikipedia einen Artikel haben. Dieses ist eine Teilliste mit 38 Einträgen von Personen, deren Namen mit den Buchstaben „Steb“ beginnt.

## Steb
- Steb, Katharina († 1666), deutsche wegen Hexerei angeklagte Frau

### Steba
- Steba, Reno (* 1960), niederländischer Jazzbassist
- Stebani, Tim (* 1986), deutscher Rennfahrer

### Stebb
- Stebbing, Susan (1885–1943), britische Philosophin
- Stebbing, Thomas Roscoe Rede (1835–1926), britischer Zoologe
- Stebbings, Peter (* 1971), kanadischer Schauspieler, Filmregisseur und DrehbuchautorPeter Stebbings (* 1971)

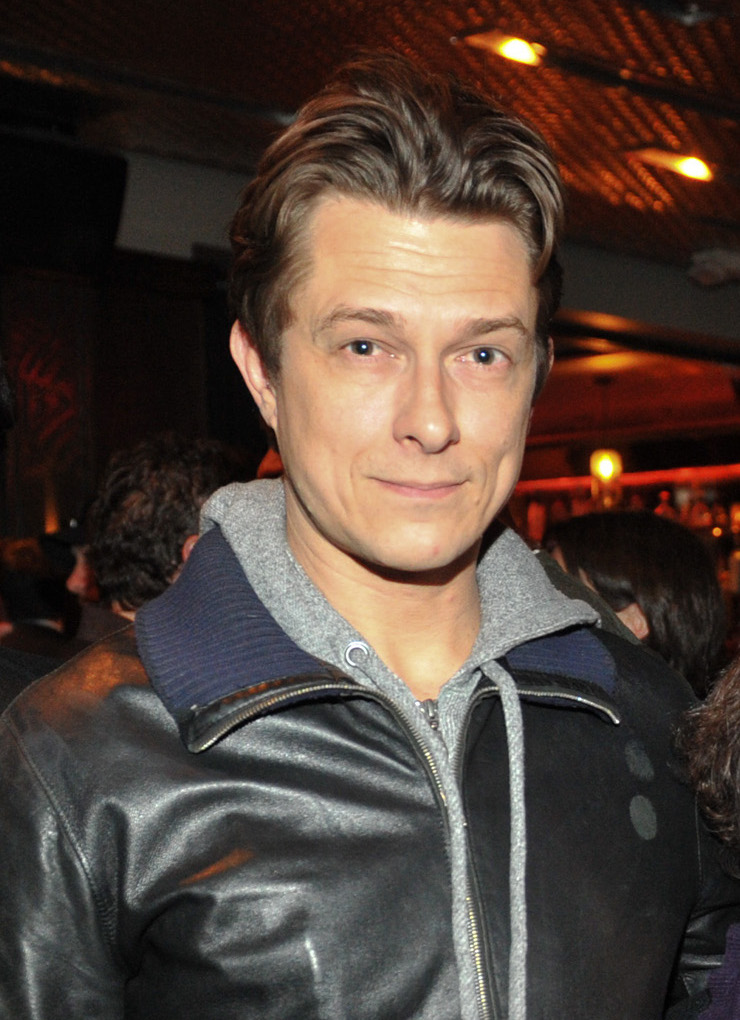
Peter Stebbings (* 1971)

- Stebbins, Allen E. (1872–1941), US-amerikanischer Politiker
- Stebbins, Charles (1789–1873), US-amerikanischer Rechtsanwalt und Politiker
- Stebbins, Emma (1815–1882), US-amerikanische Bildhauerin
- Stebbins, Eunice (1893–1992), US-amerikanische Numismatikerin
- Stebbins, Genevieve (1857–1934), amerikanische Autorin, Lehrerin und Ausdruckstänzerin der Schule von Delsarte
- Stebbins, George Ledyard (1906–2000), US-amerikanischer Biologe und Botaniker
- Stebbins, George Waring (1869–1930), US-amerikanischer Organist und Komponist
- Stebbins, Henry Endicott (1905–1973), US-amerikanischer Diplomat
- Stebbins, Henry G. (1811–1881), US-amerikanischer Politiker
- Stebbins, Joel (1878–1966), US-amerikanischer Astronom
- Stebbins, Richard (* 1945), US-amerikanischer Leichtathlet und Olympiasieger
- Stebbins, Robert C. (1915–2013), amerikanischer Herpetologe
- Stebbins, Steele, US-amerikanischer Schauspieler

### Stebe
- Stebe, Cedrik-Marcel (* 1990), deutscher TennisspielerCedrik-Marcel Stebe (* 1990)

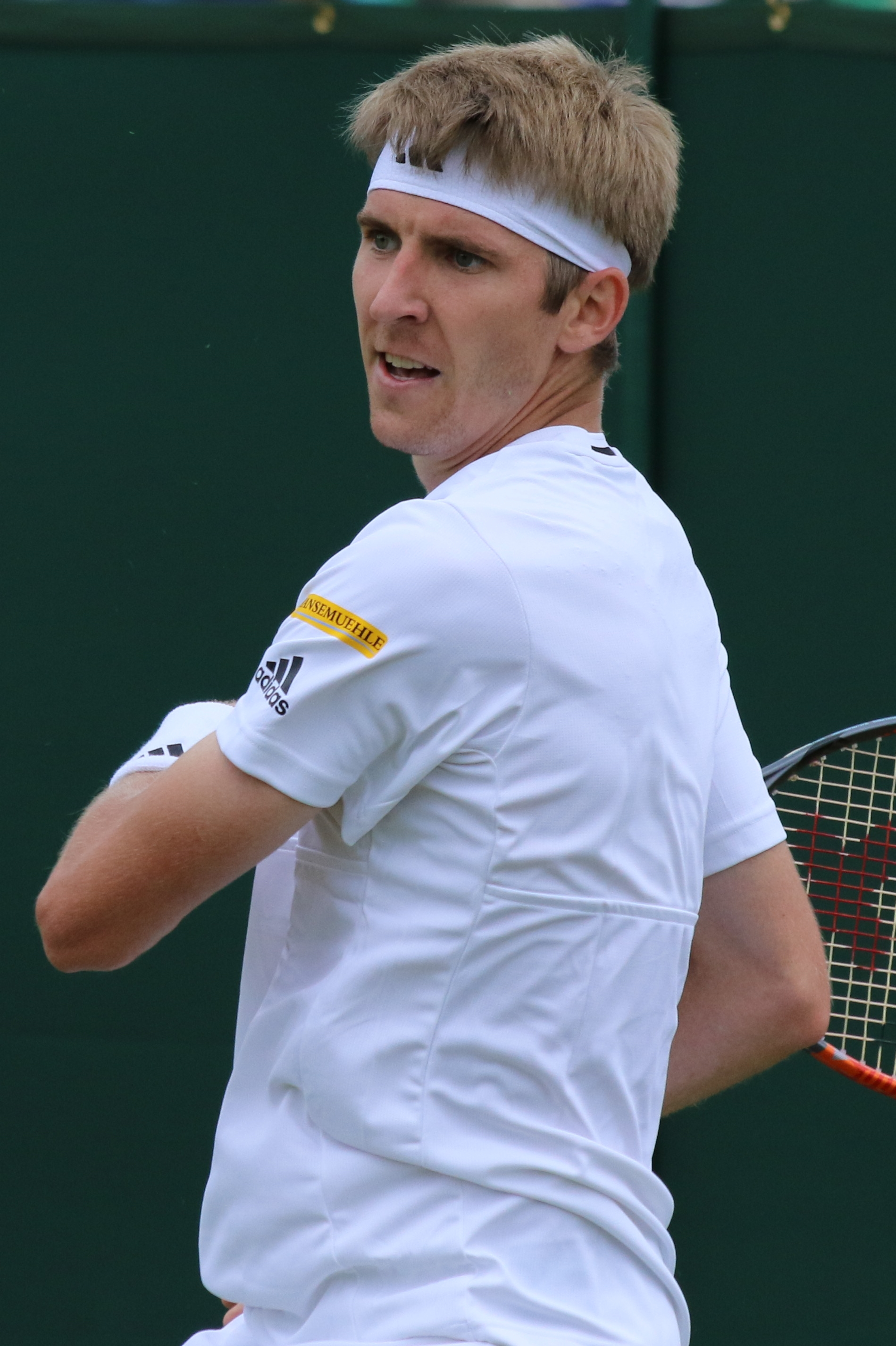
Cedrik-Marcel Stebe (* 1990)

- Stebel, Adolf (1855–1926), deutsch-schweizerischer Zeichenlehrer
- Stebener, Heinrich (1933–1976), deutscher Turner
- Stebens, Max (1899–1968), deutscher Kunstturner
- Steber, Martina (* 1976), deutsche Neuzeithistorikerin

### Stebi
- Stebich, Max (1897–1972), österreichischer Lehrer und Schriftsteller
- Štebih, Miha (* 1992), slowenischer Eishockeyspieler

### Stebl
- Stebler, Christian (* 1981), Schweizer Skilangläufer und Biathlet
- Stebler, Friedrich Gottlieb (1852–1935), Schweizer Futterbauwissenschaftler und Ethnograph
- Stebler, Jakob (1898–1985), Schweizer Theaterautor
- Stebler, Louise (1924–2019), Schweizer Politikerin (PdA) und Friedensaktivistin
- Stebler, Peter (1927–2010), Schweizer Ruderer
- Stebler-Hopf, Annie (1861–1918), Schweizer Malerin
- Steblin, Rita (1951–2019), kanadische Musikwissenschaftlerin

### Stebn
- Stebner, Ferdinand (* 1982), deutscher Volleyballspieler
- Stebnicki, Marek (* 1965), deutsch-polnischer Eishockeyspieler
- Stebnyzkyj, Petro (1862–1923), ukrainischer Politiker, Schriftsteller, Journalist und Publizist

### Stebu
- Stebut, Alexander Iwanowitsch (1877–1952), russischer Agronom, Bodenkundler, Pflanzenzüchter und Hochschullehre
- Stebut, Iwan Alexandrowitsch (1833–1923), russischer Agronom und Hochschullehre